# Comecrudo
Le comecrudo est une langue amérindienne isolée parlée dans le Tamaulipas, au Mexique, par les Comecrudos.
La langue est éteinte depuis le XIXe siècle.

## Connaissance de la langue
Le comecrudo est connu par un vocabulaire de 148 mots, recueilli par Berlandier en 1829, qui appelle la langue le « mulato ». Ces indiens vivaient près de Reynosa, dans le Tamaulipas. En 1886, Gatschet relève encore quelques mots de la langue.

## Classification
Le comecrudo, comme la plupart des langues du Texas méridional et du Nord-Est du Mexique, est considéré comme une langue isolée. Cependant, Edward Sapir, l'a inclus en 1929, dans son hypothèse du coahuiltecan, rattaché aux langues hokanes. 
Goddard estime qu'il est possible de relier le comecrudo avec le garza et le mamulique dans une famille comecrudane.